# Heliconius aliphera
Heliconius aliphera är en fjärilsart som beskrevs av Pierre André Latreille och Jean Baptiste Godart 1819. Heliconius aliphera ingår i släktet Heliconius och familjen praktfjärilar. Inga underarter finns listade i Catalogue of Life.